# André Engel (paysagiste)
Pour les articles homonymes, voir André Engel et Engel.
André Engel est un peintre français né à Bâle le 4 mai 1880 et mort en 2 mai 1942.

## Biographie
Né dans une famille alsacienne de Mulhouse, André Engel est le fils de Frédéric Engel-Gros, patron des usines textiles DMC. Il grandit au château de Ripaille situé au bord du lac Léman. Il partage ses années d’études entre Bâle, Lausanne et Paris, et prend ses premières leçons de peinture dans l’atelier de Hans Sandreuter. Il devient médecin. Vers 1903, il fait des recherches en chimie et participe à la création du service radiothérapie de l’hôpital de Lausanne. Il se consacre entièrement à la peinture à partir de 1905. Il travaille alors à Karlsruhe sous la direction de Marc Lauger, puis poursuit sa formation à Paris avec Pierre Vignal et Luc-Olivier Merson. 
Il expose au Salon de la Société nationale des beaux-arts dès 1906 et dans des expositions particulières à la galerie Georges Petit en 1910, 1921, 1925 et 1928.
En 1926, il voyage en compagnie du peintre Maurice Victor Achener en Italie. Il publie des aquarelles dans la Revue Alsacienne Illustrée et fait l’objet d’une importante exposition à la galerie Georges Petit de Paris. Il revient à la médecine pendant les années de la Première Guerre mondiale, à laquelle il participe en tant que responsable d’une unité mobile de radiologie.
À la fin de la guerre, en 1919, il participe avec Achener à Londres aux expositions caritatives organisées par la Société d’assistance d’Alsace-Lorraine à la Goupil Gallery, afin d’obtenir des fonds pour la reconstruction de l’Alsace-Lorraine. Il parcourt les Indes, l’Égypte et le Japon et constitue à la suite de ses lointains périples une importante collection d’oiseaux naturalisés. Il ramène également des végétaux et crée de 1930 à 1934 un arboretum forestier à côté de Thonon et de Ripaille. Le but de cette plantation est de démontrer les possibilités d’adaptation de variétés étrangère. L’expérimentation sur le sapin de Douglas nord-américain est une grande réussite.
Il illustre le livre de contes pour enfants Six Contes Vosgiens d’Anna Roger Favre, paru en 1925 chez l'éditeur Braun et Cie à Mulhouse.

## Œuvres
- Mulhouse, musée des Beaux-Arts : Vision de mai[1].
- Strasbourg, Bibliothèque nationale et universitaire :
  - Une rue de Dinan, 1909 ;
  - Bouleaux, 1911.
- Localisation inconnue : Le Golf du Touquet[1].

Œuvres d'André Engel
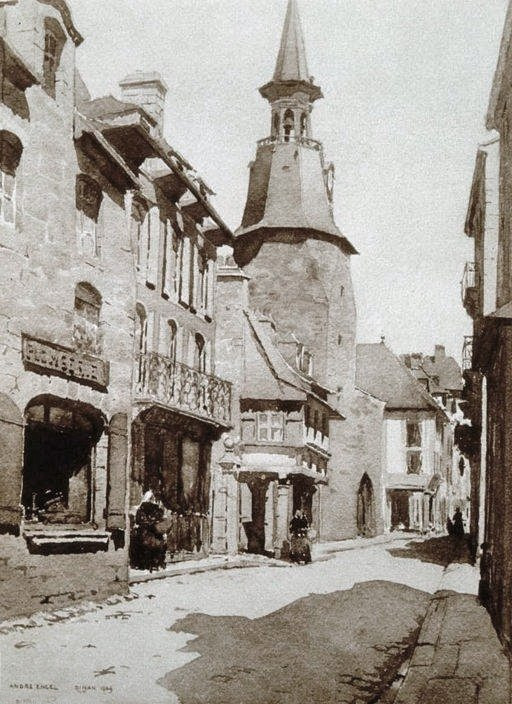
Une rue de Dinan (1909), Strasbourg, Bibliothèque nationale et universitaire.
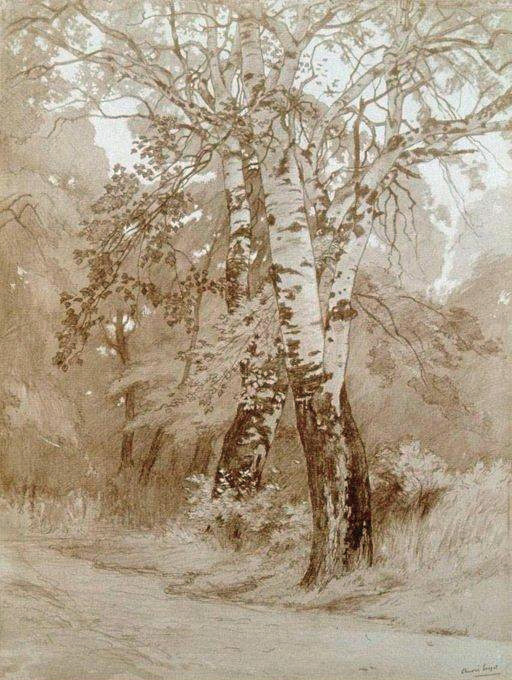
Bouleaux (1911), Strasbourg, Bibliothèque nationale et universitaire.